# The National (album)
The National è il primo album discografico del gruppo statunitense indie rock dei The National, pubblicato nell'ottobre 2001.

## Il disco
Il disco è stato registrato prima dell'ingresso in gruppo del chitarrista Bryce Dessner (fratello di Aaron), che comunque partecipa come ospite. L'album è stato realizzato con il contributo alla produzione di Nick Lloyd. 
Il testo di 29 Years è stato riutilizzato per il brano Slow Slow presente nell'album del 2007 Boxer.
La foto di copertina ritrae in batterista Bryan Devendorf in una piscina. 

## Tracce
Tutti i brani sono scritti dal gruppo.
1. Beautiful Head – 3:08
2. Cold Girl Fever – 4:06
3. The Perfect Song – 3:15
4. American Mary – 4:03
5. Son – 5:20
6. Pay for Me – 3:23
7. Bitters & Absolut – 4:00
8. John's Star – 3:05
9. Watching You Well – 3:02
10. Theory of the Crows – 4:37
11. 29 Years – 2:50
12. Anna Freud – 3:09

## Formazione

### Gruppo
- Matt Berninger – voce
- Aaron Dessner – basso, chitarra
- Bryan Devendorf – batteria, cori
- Scott Devendorf – chitarra, cori

### Ospiti
- Mike Brewer
- Bryce Dessner
- Nathalie Jonas
- Nick Lloyd
- Jeff Salem